# 彰化縣立員林國民中學
彰化縣立員林國民中學，簡稱員中，位於台灣彰化縣員林市的一所國民中學。

## 校史
1962年7月，首任校長王成荃根據縣長呂世明決策籌備彰化縣立員林初級中學，同年8月著手建構校地，9月便招收第一屆，當時先暫借鄰近的國小上課。1963年9月，第一期校舍興建完成 ，於是將學生遷入現址上課。1968年 ，政府實施九年國民教育，該校改制為彰化縣立員林國民中學。2006年3月23日，第一期重建工程動土。

## 外部連結
- 員林國中校友會